# Anthurium alatum
Anthurium alatum — многолетнее травянистое вечнозелёное растение, вид рода Антуриум (Anthurium) семейства Ароидные, или Аронниковые (Araceae).

## Ботаническое описание
Эпифиты или наземные растения.
Междоузлия до 4 см длиной, 1—3 см в диаметре.

### Листья
Катафиллы кожистые, серовато-коричневые, 6—11 см длиной, опадающие.
Листья прямостоячие. Черешки 20—55 см длиной, 2—8 мм в диаметре, цилиндрические. Коленце 1,2—2,0 см длиной и 3—5 мм в диаметре, в высохшем виде заметно более тёмное, чем черешок. Листовые пластинки глубоко разделённые на три лопасти до 3—5,5 см от основания, полукожистые, 19—42 см длиной, (10—20)23—44 см шириной, тёмно-зелёные, блестяще-бархатистые сверху, бледнее и более матовые снизу, в высохшем виде тёмно-серые, густо покрыты рафидными клетками сверху, в основании клиновидные.
Центральная лопасть обратноланцетовидная, 15—34 см длиной, 5—8(17) см шириной, 3—6 см в поперечнике у основания, на вершине с остриём до 1,5 см длиной. Центральная Жилка сверху выпуклая, округлённая и утопленная на вершине, снизу выпуклая и угловатая; первичные боковые жилки по 5—7(8) с каждой стороны, сверху плоские и выпуклые, снизу выпуклые, отклонённые от центральной жилки на 25—40°; третичные жилки выпуклые; общие жилки соединяют самую нижнюю пару первичных боковых жилок с каждой стороны, проходят в 5—12 мм от края, сверху утопленные, снизу выпуклые. Боковые лопасти серповидные, отклонённые на 40°—60°(90°) от центральной лопасти, 16—31 см длиной, (3,5)8,5—17 см шириной, на вершине узкоокруглённые, внутренний край от прямого до слабовогнутого, внешний край выпуклый; основные жилки в числе 4—5 пар, первая пара соединяется после 1,5 см, вторая после 5,5 см; жилки более высокого порядка плоские, проходят под углом 65°—70°(90°) к центральной жилке.

### Соцветие и цветки
Соцветие раскидистое. Цветоножка (9)13—28 см длиной, 2—6 мм в диаметре, обычно короче черешков. Покрывало зелёное, ланцетовидное, раскидистое, 8,5—12 см длиной, 1,5—1,8 см шириной, на вершине длиннозаострённое, в основании сердцевидное.
Початок сидячий, зелёный (отливающий красным), от цилиндрического до слабоконического, 4—6,5(17) см длиной, 4—8 мм в диаметре у основания, 3—5 мм в диаметре у вершины. 4—6 цветков в основной спирали, с четырьмя чашелистиками, около 2,5 мм длиной и 2,6 мм шириной, с внешней стороны слабовогнутыми; лепестки от матовых до полуглянцевых, боковые лепестки 1,4 мм шириной, с округлённым внутренним краем, с угловатым внешним; пыльники 0,5 мм шириной и 0,65 мм длиной; теки овально-эллипсоидные, немного разветвлённые; пестики едва видимые; рыльце округлое, примерно 0,6 мм в поперечнике.

### Плоды
Соплодие зелёное, до 34 см длиной, 1—1,8 см в диаметре. Плоды — зелёные, округло-эллипсоидные ягоды, примерно 5 мм длиной и 3 мм в диаметре, заострённые на вершине.

## Распространение
Встречается в Западной и Центральной Колумбии.
Растёт в предгорных сырых лесах, на нижнем уровне горных влажных лесов, на высоте 1400—2300 м над уровнем моря.